# Децим Лелий (народный трибун)
Де́цим Ле́лий (лат. Decimus Laelius; умер после 48 года до н. э.) — римский политический деятель и военачальник из плебейского рода Лелиев, народный трибун 54 года до н. э. В начале своей карьеры был обвинителем Луция Валерия Флакка. Участвовал в гражданской войне 40-х годов до н. э. на стороне Гнея Помпея Великого, командуя флотом.

## Биография
Децим принадлежал к незнатному плебейскому роду Лелиев, возвысившемуся во II веке до н. э. Его отец, носивший то же имя, был легатом в армии Гнея Помпея Великого во время Серторианской войны в Испании; его предполагаемый дед, живший в эпоху Гракхов, упоминается в одной из сатир Луцилия.
В юности Децим Лелий получил хорошее образование. Предположительно он унаследовал от отца хорошие отношения с Гнеем Помпеем и участвовал под началом последнего в Третьей Митридатовой войне. В 62 году до н. э., будучи ещё совсем молодым человеком, Децим находился в провинции Азия, которой управлял в то время пропретор Луций Валерий Флакк; вернувшись в Рим, Лелий привлёк Флакка к суду по обвинению в злоупотреблениях властью.
В этом деле Децим проявил огромную энергию и упорство (Марк Туллий Цицерон говорит в связи с этим о «необычном пристрастии»). Он провёл масштабное и дорогостоящее расследование, привёз из Азии множество свидетелей и документов, очень основательно подготовился к процессу, который в результате начался только в 59 году до н. э. Децим стал главным обвинителем; сообвинителями были Гай Аппулей Дециан, Лукцей и Луций Бальб, а защищали Флакка Марк Туллий Цицерон и Квинт Гортензий Гортал, лучшие ораторы эпохи. По-видимому, Гортал говорил первым и постарался опровергнуть обвинения по сути. Цицерон же в своей речи, большая часть которой сохранилась, остановился на политической стороне дела. Он заявил, что Лелий привлёк Флакка к суду по просьбе Гнея Помпея Великого, имевшего свои интересы в Азии, и что это обвинение — месть Луцию Валерию за его участие в разгроме заговора Катилины в 63 году до н. э. О самом Дециме Цицерон отзывался в этой речи как о блестящем молодом человеке, уже проявившем доблесть и подающем большие надежды, но вызывающим ненависть из-за своего рвения. В итоге Флакк был оправдан.
В 54 году до н. э. Децим занимал должность народного трибуна. В этом качестве он поддержал консуляра Авла Габиния, которого Гай Меммий обвинил в вымогательстве. Цицерон снова был защитником в суде, но Габинию всё-таки пришлось уйти в изгнание. Примерно в те же годы (незадолго до или вскоре после трибуната) Децим был квестором в Сицилии, где его коллегой стал Марк Целий Руф.
В январе 49 года до н. э. началась гражданская война между Гаем Юлием Цезарем и Гнеем Помпеем Великим. Лелий поддержал последнего. Известно, что в феврале он передал консулам приказ командующего, чтобы один направился в Сицилию с набранным в Капуе войском, а другой присоединился к Помпею. Позже Децим возглавил совместно с Гаем Валерием Триарием азиатскую эскадру в составе большого помпеянского флота, которым командовал Марк Кальпурний Бибул. Весной 48 года до н. э. он блокировал со стороны моря город Орик в Иллирии, а летом действовал на морских коммуникациях цезарианцев. Децим занял остров напротив гавани Брундизия и использовал его как опорную базу, отбивая нападения коменданта города Публия Ватиния.
Узнав о разгроме Помпея при Фарсале, Децим увёл свой флот от Брундизия. В конце 48 года до н. э. Цезарь издал эдикт, согласно которому Лелий и Цицерон стали двумя единственными помпеянцами, которые могли вернуться в Рим. Неизвестно, воспользовался ли Децим этим разрешением: он более не упоминается в источниках. Согласно одной из гипотез, именно он является тем Лелием, который в 44 году до н. э. отправился в Африку вместе с наместником Квинтом Корнифицием и с ним погиб двумя годами позже.